# 龜殼里
龜殼里臺灣話：），得名自境內聚落「龜殼」，前身「龜殼村」，位於臺灣臺中市大安區中部，北以溫寮溪與海墘、西安、松雅三里相界，南以龜殼溪與中、福興兩里相隔，東鄰大甲區美里，西臨臺灣海峽。全里面積為3.5671平方公里，是大安區面積最大的里。境內的龜殼生態公園為主要的觀光景點。

## 歷史
龜殼里得名自境內聚落「龜殼」，係因早期移民至此開墾時，發現沿海與河畔一帶有許多龜殼，故名。
日治時期，1901年，龜殼里屬大甲支廳十八庄區，一部分屬龜殼庄，一部分則屬溪洲庄。至1920年起，屬大安庄，分為龜殼、溪洲等2個大字。1945年，合併2個大字並改名為「龜殼村」。2010年12月25日配合臺中縣市合併，臺中縣大安鄉龜殼村改制為臺中市大安區「龜殼里」。

## 地理
龜殼里位於大安區中部，北以溫寮溪與海墘、西安、松雅三里相界，南以龜殼溪與中、福興兩里相隔，東鄰大甲區美里，西臨臺灣海峽。全里為大甲溪沖積扇平原的一部份，境內地勢低平，由東向西緩降，溫寮溪由東南向西北流經並注入臺灣海峽，河口處有多個沙汕堆積。
龜殼里居民主要姓氏有陳姓、蔡姓、莊姓。

## 政治

### 歷任首長
龜殼村村長（中華民國接管臺灣後初期）
| 任次 | 姓名   | 上任日期       | 卸任日期      | 備註 |
| ---- | ------ | -------------- | ------------- | ---- |
| 1    | 卓水柳 | 1945年12月14日 | 1946年2月25日 |      |

龜殼村村長（民選）
| 任次 | 姓名   | 黨籍       | 上任日期       | 卸任日期       | 備註     |
| ---- | ------ | ---------- | -------------- | -------------- | -------- |
| 1    | 卓水柳 |            | 1946年2月26日  | 1948年3月25日  | 民選首任 |
| 2    | 許分仔 |            | 1948年3月26日  | 1950年9月30日  |          |
| 3    | 許分仔 |            | 1950年10月1日  | 1952年12月13日 |          |
| 4    | 卓水柳 |            | 1952年12月14日 | 1955年4月16日  |          |
| 5    | 卓水柳 |            | 1955年4月17日  | 1958年4月26日  |          |
| 6    | 黃請   |            | 1958年4月27日  | 1961年4月22日  |          |
| 7    | 黃得法 |            | 1961年4月23日  | 1965年5月1日   |          |
| 8    | 黃進卿 |            | 1965年5月2日   | 1969年5月31日  |          |
| 9    | 蘇傳家 |            | 1969年6月1日   | 1974年7月29日  |          |
| 10   | 許金火 |            | 1974年7月30日  | 1978年7月31日  |          |
| 11   | 許金火 |            | 1978年8月1日   | 1982年7月31日  |          |
| 12   | 許金火 |            | 1982年8月1日   | 1986年7月31日  |          |
| 13   | 洪正義 |            | 1986年8月1日   | 1990年7月31日  |          |
| 14   | 洪正義 | 中國國民黨 | 1990年8月1日   | 1994年7月31日  |          |
| 15   | 洪正義 | 中國國民黨 | 1994年8月1日   | 1998年7月31日  |          |
| 16   | 洪正義 | 中國國民黨 | 1998年8月1日   | 2002年7月31日  |          |
| 17   | 洪正義 | 無黨籍     | 2002年8月1日   | 2006年7月31日  |          |
| 18   | 洪正義 | 無黨籍     | 2006年8月1日   | 2010年12月24日 |          |

龜殼里里長（民選）
| 任次 | 姓名   | 黨籍   | 上任日期       | 卸任日期       | 備註 |
| ---- | ------ | ------ | -------------- | -------------- | ---- |
| 1    | 洪正義 | 無黨籍 | 2010年12月25日 | 2014年12月24日 |      |
| 2    | 洪正義 | 無黨籍 | 2014年12月25日 | 2018年12月24日 |      |
| 3    | 洪正義 | 無黨籍 | 2018年12月25日 | 2022年12月24日 |      |
| 4    | 洪正義 | 無黨籍 | 2022年12月25日 |                | 現任 |

## 經濟
龜殼里的經濟產業主要為農業及漁業，農作物以水稻、茭白筍、青蔥為大宗，畜產主要有毛豬、白毛鴨，西北部頂龜殼聚落一帶地區則有較多小型加工廠的分布。

## 文化
- 聖安宮
- 廣元宮
- 聖仙宮
- 延平宮

## 教育

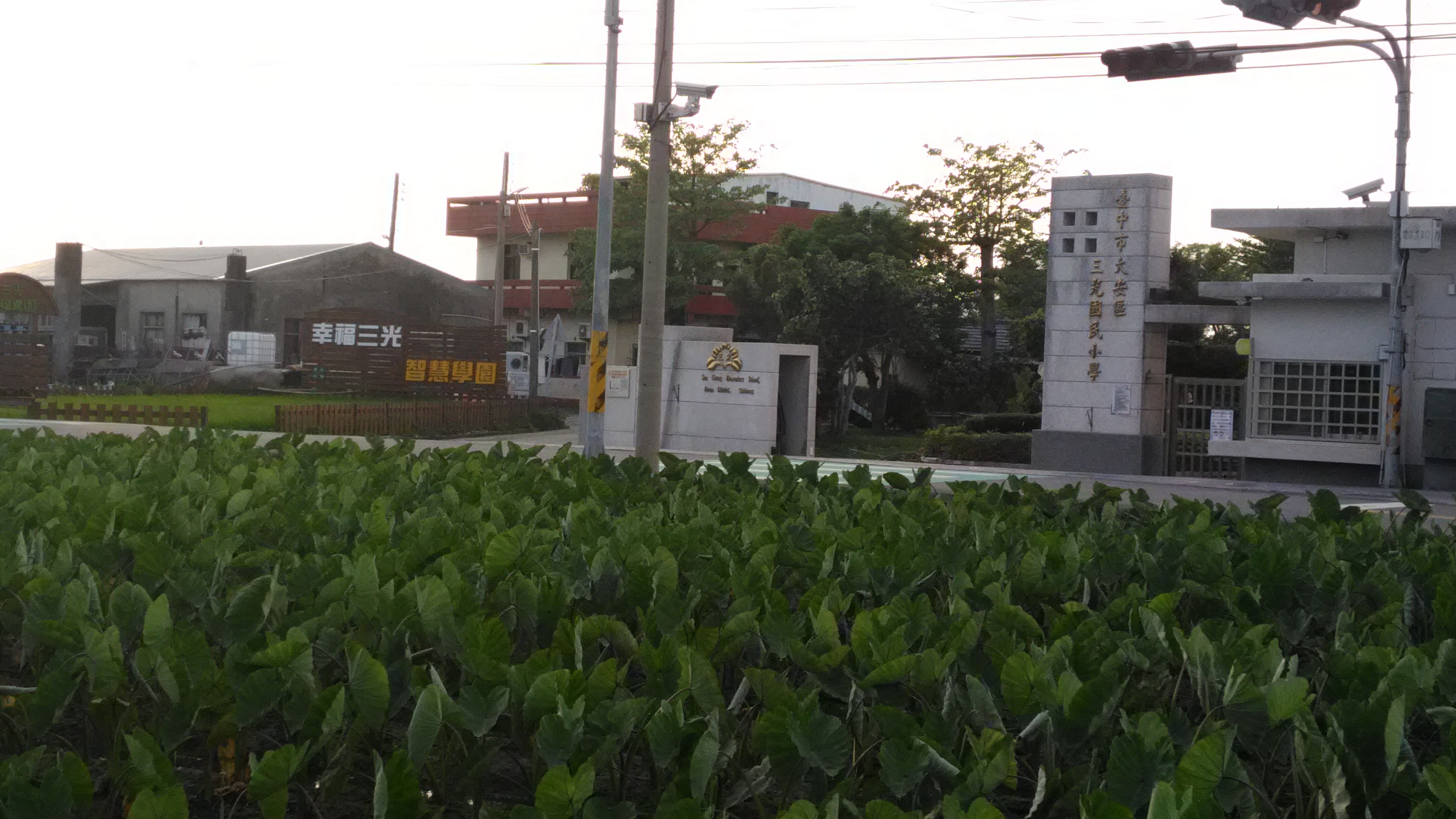
三光國小

臺中市大安區三光國民小學，簡稱「三光國小」，是一所位於龜殼里的國民小學，成立於1960年9月，初期為大安國民學校三光分校。1966年8月獨立，改名「三光國民學校」。1968年8月，改制為「三光國民小學」。2010年12月25日，改名「臺中市大安區三光國民小學」。
龜殼里境內並無國民中學的設立。在國中學區劃分上，龜殼里全境皆屬於大安國中的學區範圍；在國小學區劃分上，龜殼里1至5鄰屬於三光國小的學區範圍，6至12鄰則屬於大安國小的學區範圍。

## 交通

### 公車
臺中市市區公車行經龜殼里的路線有92路（豐原至大安國中）、171路（大甲體育場至大安港）、658路（大安濱海樂園至惠文高中，不包括行駛大安港路的副線）等3條公車路線，提供當地居民搭乘及轉乘之用，其中92路與658路分別可遠通豐原、臺中市區，為該里較為重要的兩條公車路線。

### 公路
- 台61線：139 大安一交流道[22]
- 中7線：中山南路
- 中16線：龜殼路
- 中17線：中松路

### 公共自行車
- 臺中市公共自行車租賃系統
  - 龜殼生態公園
  - 大安聖安宮

## 旅遊
- 龜殼生態公園